# Протекціонізм
Протекціоні́зм (від лат. protectio — прикриття, захист) — економічна політика держави, спрямована на підтримку та захист національного виробника від іноземної конкуренції на зовнішньому і внутрішньому ринках.
Найважливішими засобами протекціонізму слугують такі: тарифні бар'єри (мито), нетарифні бар'єри (обмеження чи заборони на імпорт (квоти, ліцензування, технічні та санітарні стандарти тощо), підтримка власного експорту (надання експортерам податкових пільг, субсидій, інформаційної та іншої допомоги, допомога вітчизняним компаніям у діяльності за кордоном тощо).
Протекціонізм застосовують для протидії недобросовісній конкуренції, для захисту робочих місць у країні, економії витрат у разі структурної перебудови виробництва, для збереження пріоритетних умов для вітчизняного виробника тощо. Наприклад, імпортне мито збільшує ціну товару, ускладнюючи його реалізацію на внутрішньому ринку. Отож створюються сприятливі умови для власного виробництва.
Протекціонізм є протилежністю теорії вільної торгівлі. Основним аргументом протекціонізму є захист національного добробуту, що випливає безпосередньо з аналізу виграшів і втрат. Вигода від застосування експортного й імпортного мита може бути протиставлена виробничим і споживчим втратам, які виникають від викривлення мотивів поведінки виробників і споживачів. Однак можливий і такий випадок, коли вигода від поліпшення умов торгівлі після введення зовнішньоторговельних податків перевищить втрати.
Обґрунтовані аргументи на користь протекціонізму знаходять своє виправдання або в позаекономічній сфері, або в довгострокових економічних вигодах, які з лишком компенсують усі безпосередні витрати на захист. Серед них — аргумент національної безпеки.
Кожна країна для регулювання зовнішньої торгівлі, а саме експортних та імпортних потоків товарів і послуг, застосовує певну кількість торговельних обмежень. Ці обмеження, своєю чергою, характеризуються певним рівнем (мінімальним, середнім або максимальним). Оскільки в світі немає жодної країни, яка б не використовувала протекціоністські інструменти в торгівлі, тому для кожної національної економіки існує рівень обґрунтованого протекціонізму (тобто оптимальна кількість обмежень торгівлі у поєднанні з їхнім прийнятним рівнем). Отож обґрунтованим можна вважати такий рівень захисту внутрішнього ринку, який, з одного боку, не входить у суперечності з національними інтересами та імперативами національної безпеки, а з іншого — забезпечує нормальний доступ закордонних товарів і послуг на ринок певної країни.
Критика свободи торгівлі ґрунтується на тому, що поняття виграшу для виробника і виграшу для споживача, використовувані в теоретичній моделі free trade (особливо виграш для виробника), не дозволяють коректно визначити розміри виграшів і втрат. До причин цього відносяться недосконалість ринків праці та капіталу, що не надають ресурсам можливості швидкого перетікання до галузей, які приносять найбільшу віддачу, і стримують перетікання технологій із нових галузей або тих, що динамічно розвиваються. Такі явища мають назву «дефекти внутрішнього ринкового регулювання» і демонструють, як ринок того або іншого фактора недостатньо добре виконує свою функцію. Так, виробництво деякого товару дає певні знання і досвід, що слугують національній економіці в цілому, але вони не можуть бути закріплені у власності фірмами-виробниками, які не враховують цих моментів при ухваленні рішення щодо обсягів виробництва. У цьому випадку виходить гранична суспільна вигода від додаткового виробництва, яку неможливо виміряти через виграш для виробника. Така гранична суспільна вигода може служити виправданням для використання мита й інших інструментів митної політики.
Головна передумова поліпшення умов торгівлі внаслідок проведення політики протекціонізму — це наявність у країни ринкової влади, тобто здатності одного або групи продавців (покупців) у країні впливати на ціни експорту і/або ціни імпорту. Однак обмеження, пов'язане з наявністю в країні ринкової влади у торгівлі товарами, на практиці найчастіше зводить нанівець цей аргумент проти вільної торгівлі. Значна кількість країн, що розвиваються, недостатньою мірою здатні впливати як на ціни свого експорту, так і на ціни імпорту. У випадку країн із розвинутою економікою виникає погроза використання монопольного становища країни, що дозволяє отримувати зиск чужим коштом. На практиці подібний аргумент, пов'язаний з умовами торгівлі, може слугувати теоретичним посиланням для виправдання торговельної політики уряду.
У більшості країн світу проводиться державна політика культурного протекціонізму, спрямованого на захист національної мови, звичаїв, культурно-історичних надбань.

## Австрійська школа про протекціонізм
Людвіг фон Мізес у «Всемогутній уряд: сходження тотальної держави та тотальна війна» (1944):
Сучасний протекціонізм є необхідним та неминучим наслідком політики державного втручання в економіку. Інтервенціонізм викликає до життя економічний націоналізм, розпалюючи антагонізми, які призводять до воєн. Позбутися економічного націоналізму не вдасться доти, доки не припиниться втручання держави в економіку. Свобода міжнародної торгівлі передбачає свободу внутрішньої торгівлі. Це важливо для розуміння сучасних міжнародних відносин.